# George M. Garrity
George M. Garrity (geb. vor 1980) ist ein US-amerikanischer Mikro- und Molekularbiologe, der besonders in den Gebieten der Bioinformatik, Biostatistik und Biotechnologie tätig ist.
Nach der Promotion zum Doctor of Science (ScD) in Mikrobiologie und Biochemie an der University of Pittsburgh 1980 war er einige Monate als Postdoktorand am dortigen USVA Medical Center tätig, bis er 1981 in die Forschungslabore des Pharmaunternehmens Merck & Co. überwechselte. Dort war er im Natural Products Screening Program bis 1986 als Senior Research Microbiologist, dann bis 1989 als Research Fellow und schließlich bis 1996 als Senior Research Fellow tätig. Seitdem ist er Professor für Mikrobiologie und Molekulargenetik an der Michigan State University in East Lansing.
George M. Garrity ist Mitgründer von „NamesforLife“, einem Unternehmen, das eine taxonomische Datenbank für die Biologie verwaltet und bereitstellt. Von 1996 bis 2006 arbeitete er als Chefherausgeber an der zweiten Auflage von Bergey’s Manual of Systematic Bacteriology, einem Standardwerk auf dem Gebiet der Bakteriologie, mit. Außerdem ist er Gründer und Chefredakteur der Open-Access-Zeitschrift Standards in Genomic Sciences.
2005 bis 2008 war Garrity stellvertretender Vorsitzender des Beschlussfassungsausschusses der „Internationalen Kommission für die Systematik der Prokaryoten“ (ICSP) und von 2008 bis 2014 Vorsitzender dieser Kommission. Außerdem ist er Mitglied des Kernteams des Genomic Standards Consortium und war Mitarbeiter beim Ribosomal Database Project, das sich der Erforschung und Analyse der ribosomalen RNA widmet. Er leitet das vom US Department of Energy gegründete „Prokaryotic Super Program User Advisory Committee“, dessen Aufgabe es ist, eine einheitliche Nomenklatur für die Phänotypen von Mikroorganismen zu schaffen. 
2011 erhielt er für seine Leistungen auf dem Gebiet der Bakteriensystematik den Van Niel International Prize in Bacterial Systematics. Im August 2015 wurde er zum Präsidenten der Society for Industrial Microbiology and Biotechnology gewählt; daneben ist er Mitglied der American Association for the Advancement of Science.